# Sankt Ibbs gamla kyrka
Sankt Ibbs gamla kyrka är en kyrkobyggnad i Kyrkbacken på Ven. Den tillhör Landskrona församling i Lunds stift. Kyrkan helgades åt S:t Jakob. Namnet Ib är en dansk form av mansnamnet Jakob.

## Kyrkobyggnaden
Kyrkan byggdes på 1200-talet. I början av 1400-talet förlängdes kyrkan och koret tillkom. Taket fick valv senare under 1400-talet. Under krigen mot Danmark förföll kyrkan och tornet revs 1726. I slutet av 1800-talet hade befolkningen vuxit så mycket att en ny kyrka byggdes mitt på Ven. Den gamla kyrkan fick förfalla, men blev alltmer populär och återinvigdes 1939.
Sankt Ibbs nya kyrka slutade användas 1995 och avsakraliserades 2003. Därefter är den gamla kyrkan återigen den enda kyrkan på Ven. Den genomgick en omfattande renovering, vilken var klar i juni 2004.
Klockstapeln från 1700-talet finns inte vid kyrkan, utan vid Tuna by, mitt på ön.
Det är en populär bröllopskyrka med plats för 125 personer.

## Inventarier
- Altartavlan målades 1578 av Tobias Gemperlin. Den skänktes till kyrkan av astronomen Tycho Brahe.
- Predikstolen och bänkinredningen är från 1700-talet.
- Dopfunten från 1200-talet är av norsk täljsten.
- Det finns kalkmålningar från 1400- och 1500-talen.
- Lillklockan var ursprungligen en skeppsklocka. Den hänger numera i vapenhuset.

### Orgel
- Den nuvarande orgeln byggdes 1861 av Johan Niklas Söderling, Göteborg och är en mekanisk orgel.

| Manual        | Pedal       | Koppel  |
| Principal 8'  | Subbas 16'  | Man/Ped |
| Gedackt 8'    | Gemshorn 8' |         |
| Fugara 8'     |             |         |
| Octava 4'     |             |         |
| Quinta 2 2/3' |             |         |
| Octava 2'     |             |         |

## Bildgalleri

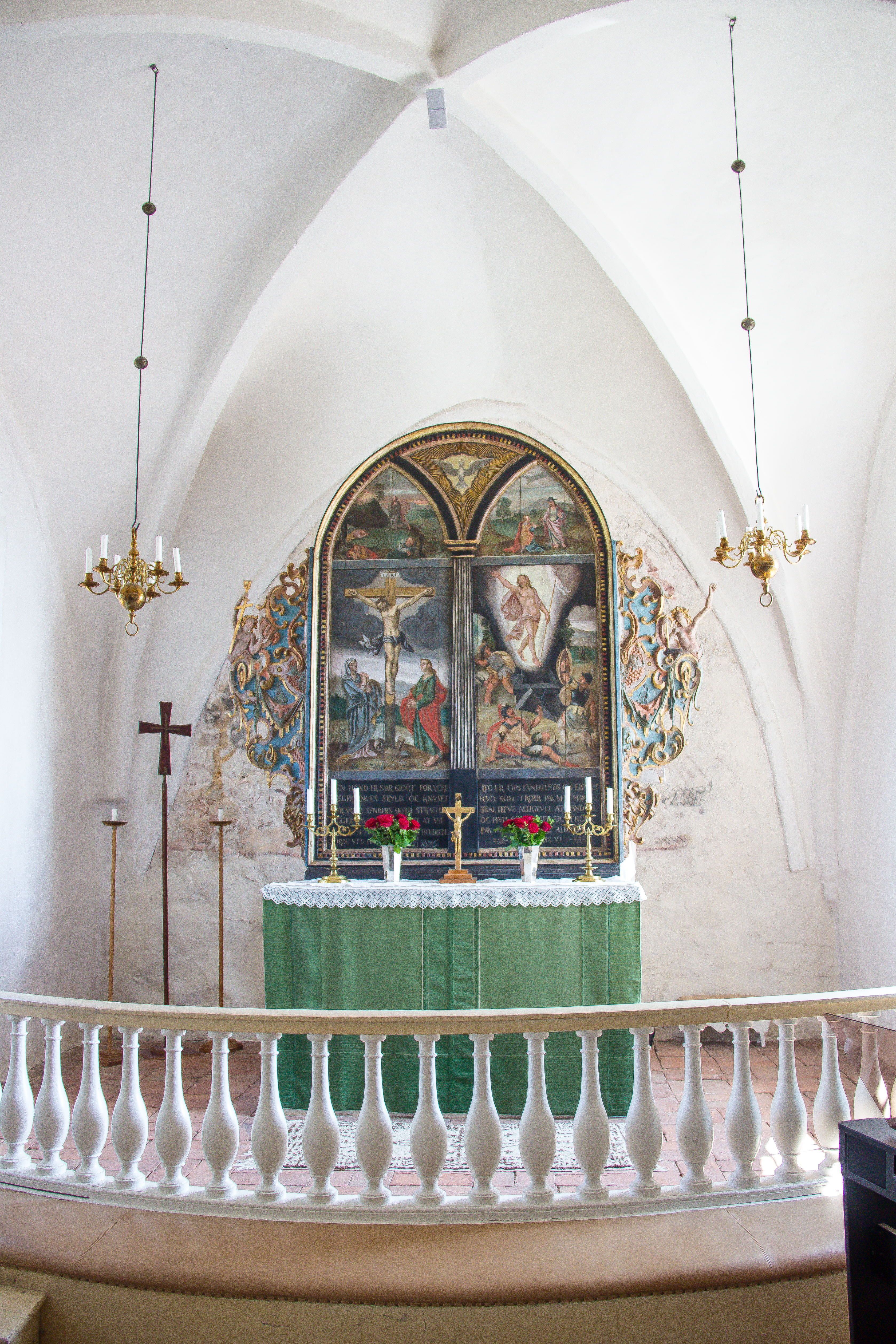
Koret
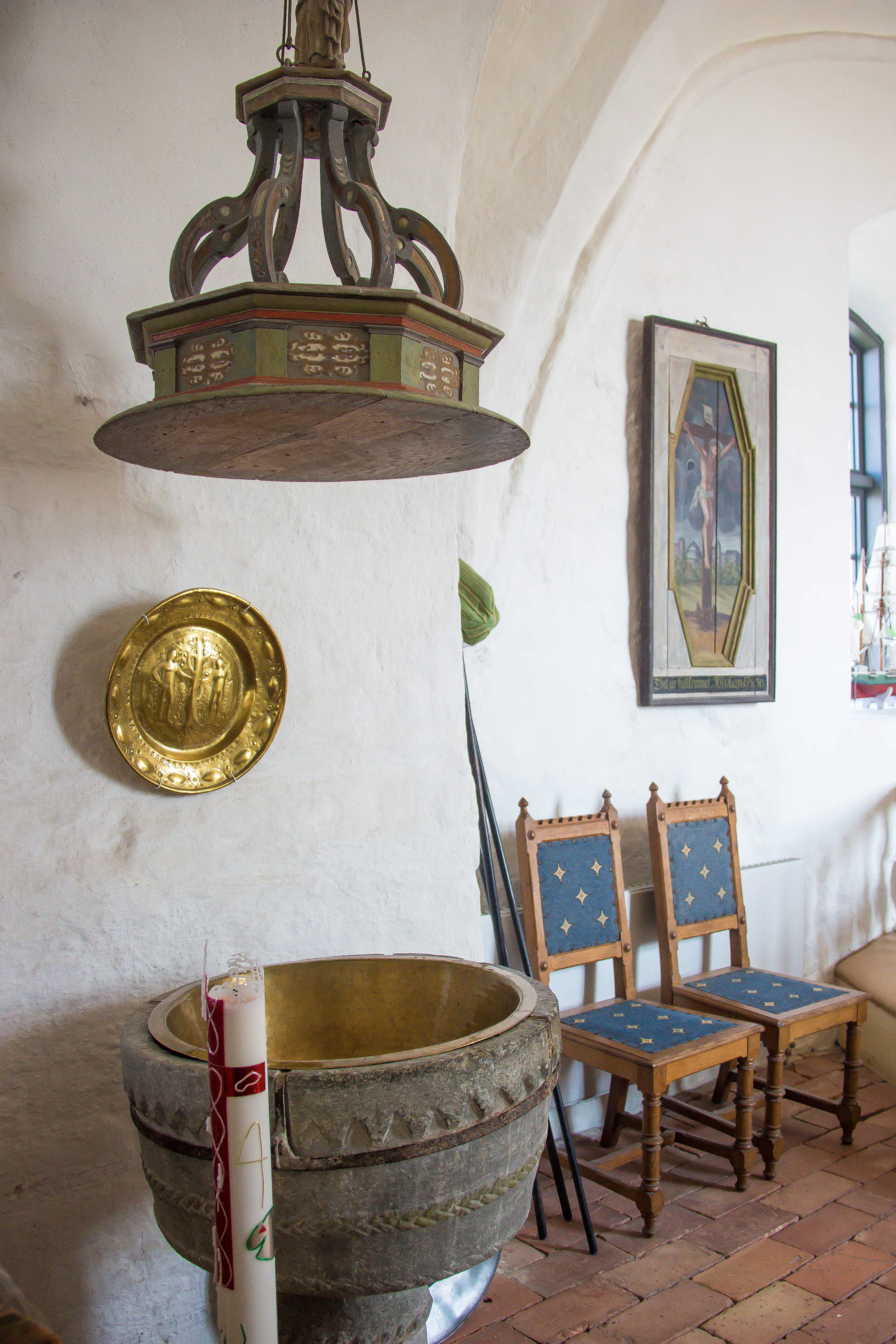
Dopfunten
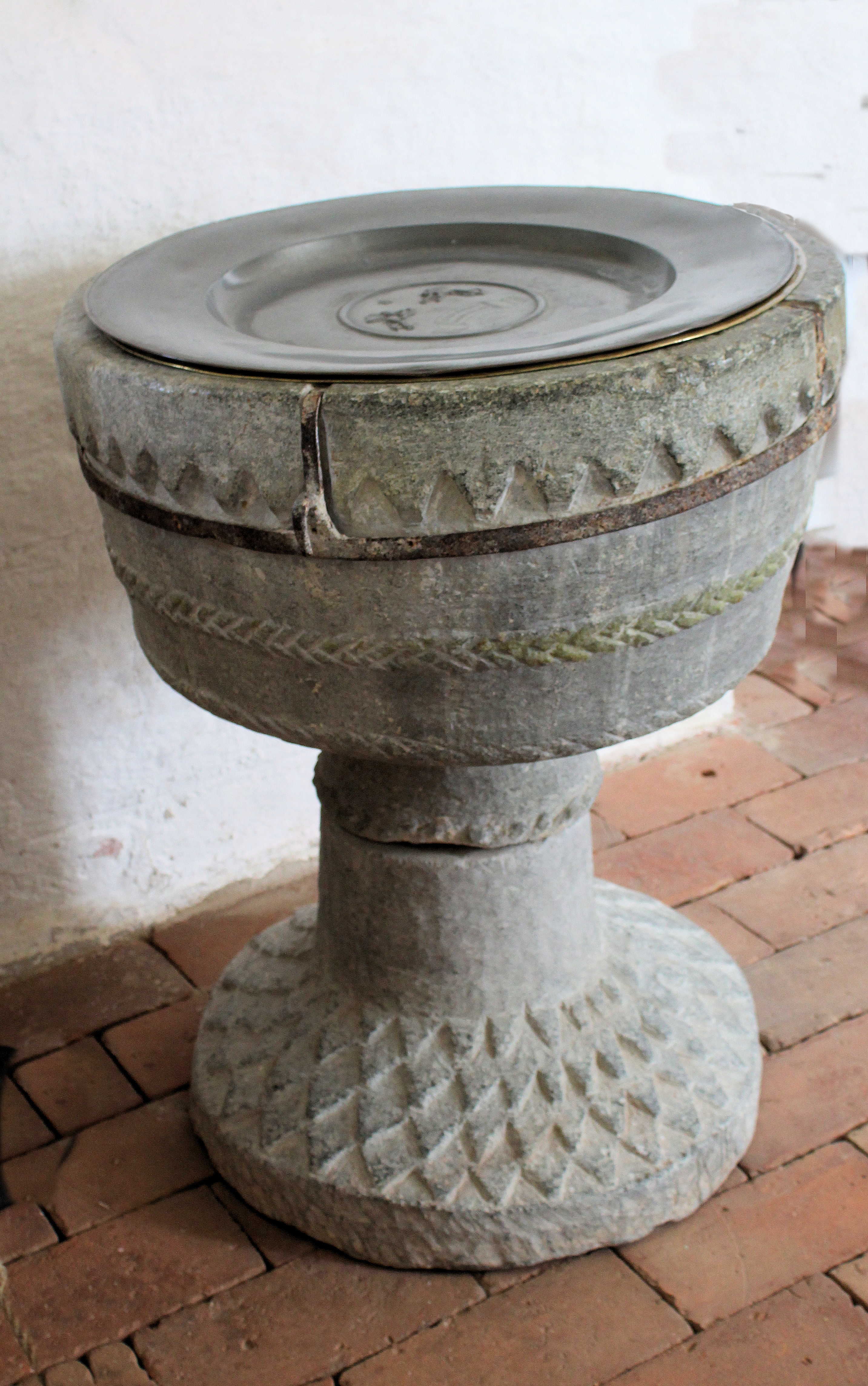
Dopfunten, närbild
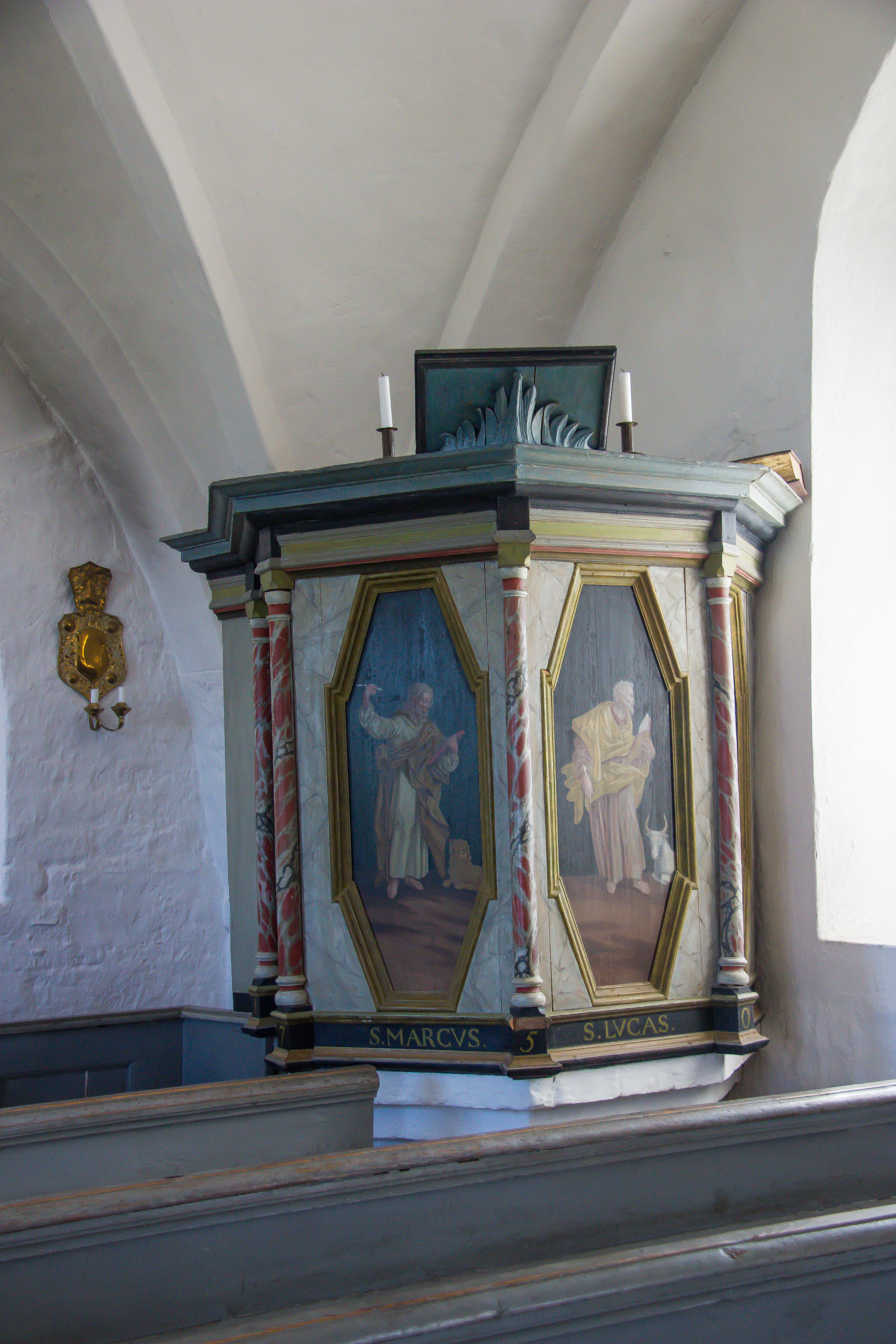
Predikstolen
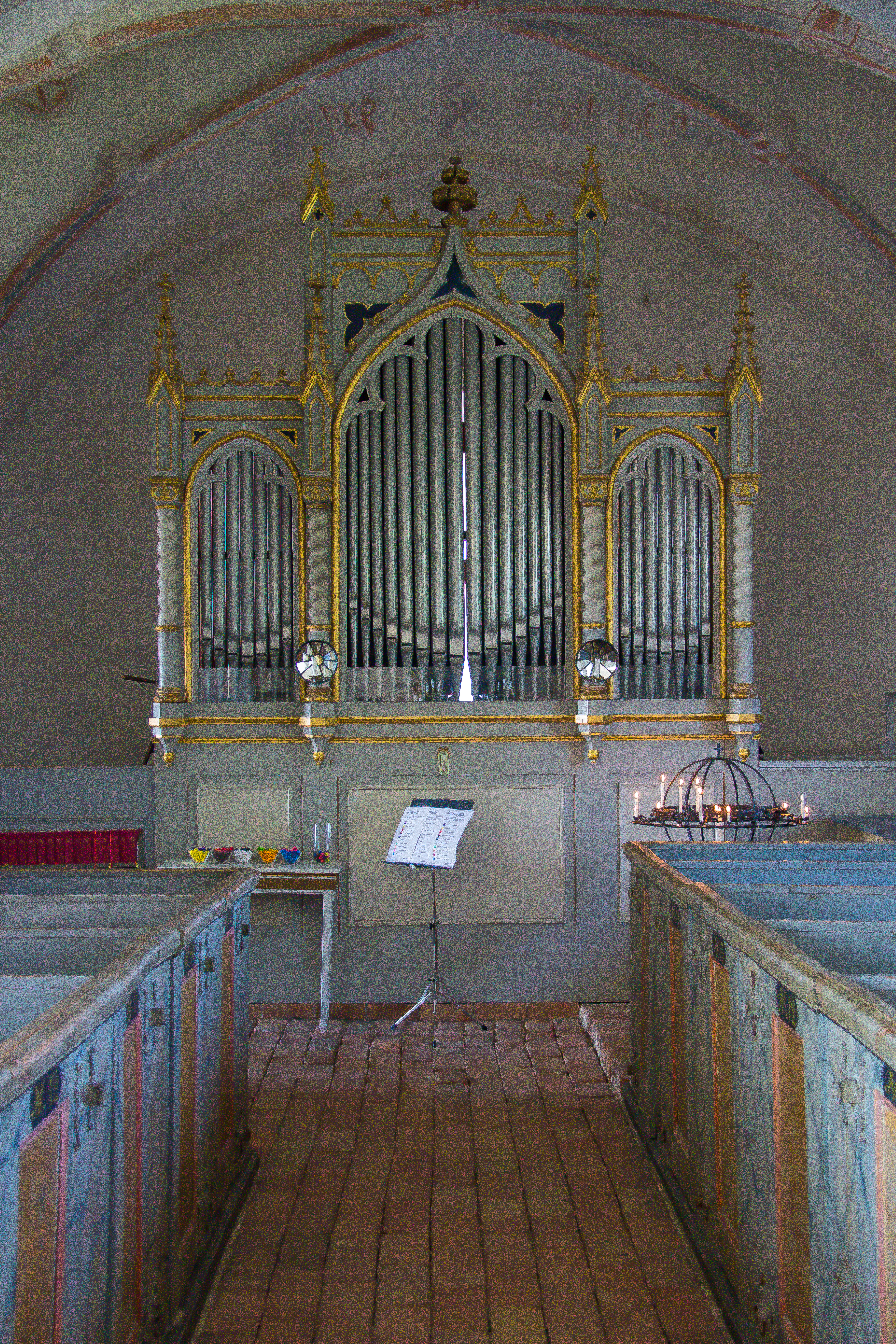
Orgeln